# أولاد الجابري (أولاد الجابري)
أولاد الجابري هو دُوَّار يقع بجماعة أولاد ناصر، إقليم الفقيه بن صالح، جهة بني ملال خنيفرة في المملكة المغربية. ينتمي الدوّار لمشيخة أولاد الجابري التي تضم دوارين. يقدر عدد سكانه بـ 930 نسمة حسب الإحصاء الرسمي للسكان والسكنى لسنة 2004.

## روابط خارجية
- البوابة الوطنية للجماعات الترابية
- المندوبية السامية للتخطيط